# Bassou
 Bassou  es una comuna y población de Francia, en la región de Borgoña, departamento de Yonne, en el distrito de Auxerre y cantón de Migennes.
Su población en el censo de 1999 era de 739 habitantes.
Está integrada en la Communauté de communes de l'agglomération Migennoise .

## Demografía
| 529 | 504 | 537 | 591 | 676 | 739 |
| Para los censos de 1962 a 1999 la población legal corresponde a la población sin duplicidades (Fuente: INSEE [Consultar]) |     |     |     |     |     |